# Francisco Rodrigues Lobo
Francisco Rodrigues Lobo (* 1580 in Leiria; † 24. November 1622 in Lissabon) war ein portugiesischer Schriftsteller.

## Leben
Rodrigues Lobo wurde als Sohn adeliger Eltern in Leiria geboren, studierte an der Universität Coimbra und kehrte dann in die Heimatprovinz zurück, wo er fast sein ganzes Leben verbrachte. Er schrieb mehrere Pastoralen in Prosa und Reimen, von denen „Primavera“ als die erfolgreichste von 1601 an oft neu aufgelegt wurde und als Vorbild für die Umweltbeschreibung in der portugiesischen Literatur galt. Rodrigues Lobo schrieb zu einer Zeit, da sein Land unter spanischer Herrschaft stand; er schuf ein historisches Epos von gewisser patriotischer Bedeutung. Lobos stilistische Eleganz wurde allgemein bewundert.